# Virusul latent al crinului

## Etiologie și epidemiologie
- Virusul latent al crinului (Lily simptomless virus) se răspândește atât prin intermediul afidelor, cât și prin materialul vegetativ de înmulțire.
- Planta-test folosită la izolarea acestui virus este Tulipa gesneriana, soiul Rose Copland, care reacționează prin apariția pe suprafața petalelor a unor linii de culoare roșie închis, în contrast cu fondul roșu deschis al petalelor.

## Simptomatologie
- Virusul,în general, nu produce simptome, dar în perioada de iarnă la unele specii apar dungi clorotice pe frunze cât și rularea ușoară a frunzelor.

## Prevenire și combatere
- Soiurile parțial infectate vor fi purificate prin eliminarea plantelor infectate, pe baza testului serologic. Soiurile total infectate pot fi eliberate de virus prin termoterapie, combinată cu regenerarea plantelor prin culturi de meristeme "in vitro".